# Кокус
Кокус (енгл. Caucus) је термин који се користи за групу присталица или чланове одређене политичке партије или покрета. Тачна дефиниција значења речи кокус варира између различитих земаља и политичких култура.
Израз је настао у Сједињеним Државама, где се може односити на састанак чланова једне политичке странке ради номиновања кандидата или планирања политике у Конгресу Сједињених Држава или другим сличним представничким органима власти. Ираз кокус се среће и у неким земљама Комонвелта, укључујући Аустралију, Канаду, Нови Зеланд и Јужну Африку, где се генерално односи на редовни састанак свих чланова парламента (скупштинских посланика) који припадају некој парламентарној странци. У таквом сценарију, страначки кокус може бити прилично моћан, јер има могућност да изабере или разреши парламентарног лидера странке. Термин кокус се такође користио у Уједињеном Краљевству за означавање унутрашњег система управљања и контроле Либералне партије.

## Етимологија
Реч кокус први пут је ушла у употребу у британским колонијама Северне Америке – посебно у Бостону – у вези са клубовима или приватним састанцима на којима се расправљало о политичким питањима. Постоје три главне теорије о пореклу речи кокус: 
Порекло од Аутохтоних Американаца (Индијанаца)
Џејмс Хамонд Трамбул је предложио Америчком филолошком удружењу да реч кокус потиче од алгонквинске речи за „савет“, која се изговара: кау´-кау-ас´у. Такође може да потиче од алгонквинског кавасоуг, што значи саветник, говорник или беседник. Ово објашњење је подржао Чарлс Дадли Ворнер.
Порекло по називу Кокус клуба у Бостону
Речник америчког наслеђа (American Heritage Dictionary) сугерише да реч кокус вероватно потиче од средњовековног латинског kауkус (лат. caucus), што значи „посуда за пиће“. Посуда за пиће је можда коришћена за алкохолне коктеле у Кокус клубу у Бостону (енгл. Boston Caucus; погледајте цитат Џона Адамса у наставку). Појава термина се поклапа са ширењем у Енглеској – а самим тим и у Америци – гостионица званих кокуес (енгл. cocues) које су биле места за испијање новог јефтиног пића названог „џин“ или „куку ликер“ пошто се добијао дестилацијом јечма који се сеје веома касно у пролеће и због тога није погодан за дестилацију пива. Да су клубови били места где су људи обилно пили, такође сведочи Обадија Бенџамин Френклин Блумфилд у својој аутобиографији: „Ричард је љубазно започео […] у складу с тим, ови достојници су одржали кокус где су одлучили да од њега направе пијаницу, а онда да га очерупају. О да, све до задњег пера." 
Порекло речи из бродарске терминологије
Трећа теорија порекла речи кокус је да је реч искварен облик од речи колк (енгл. caulk) која се у бродоградњи користила да означи средство за затварања (филовање) пукотина. Ово тумачење је предложио Џон Пикеринг 1816. године у књизи Речник или збирка речи и фраза за које се претпоставља да су својствене Сједињеним Америчким Државама (енгл. A Vocabulary; or, Collection of Words and Phrases Which Have Been Supposed to Be Peculiar to the U.S. of America). Ово тумачење је касније усвојио Ноа Вебстер (енгл. Noah Webster Jr.; 1758 – 1843).
Исто тумачење се појављује у чланку из 1896. о пореклу речи кокус где је цитиран одломак Вилијама Гордона из 1788. (иако Гордон не повлачи директну везу између бродоградње и кокуса).   Тумачње се појављује и у запису о оцу Самјуелуа Адамса у Еплтоновој Енциклопедији америчких биографија (енгл. Appletons' Cyclopædia of American Biography; 1888), где се сугерише да корени израза леже у „Клубу Колкера“ (енгл. Caulkers' Club) Семјуела Адамса Старијег, политичкој организацији која је основана око 1725. од стране групе моћних људи повезаних са бродарским интересима. Овај запис такође помиње наклоност Самјуела Адамса (млађег) према цитирању грчког и латинског језика „по педантичној моди тог времена“, што би могло да објасни девијацију речи caulkers у реч caucus која има очигледан латински суфикс.

### Најраније употребе
Бостонски гласник (Boston Gazette) од 5. маја 1760. објављује један есеј у којем, на архаичном енглеском језику тог доба, пише између осталог и ово:

Прича се да се извесне особе, модерног ”ваздуха и тена”, њих барем дванаест, у последње време састају заједно и да се зову именом ”Новог и Великог Коркаса” [енгл. ] и да су декларисаних принципа који су директно супротни од свих који су до сада били познати. И тако постоје велике сумње су њихови ставови ништа друго до популистички и хулигански, са намером да потпуно оборе устаљени режим наших градских састанака ...
Писац даље тврди да су лажни покушаји овог тела да утиче на бираче у супротности са хвале достојним делима „старих и правих Коркаса”.    

Запис у дневнику Џона Адамса из фебруара 1763. показује да је реч кокус већ имала своје модерне конотације „просторије пуне дима“ у којој су кандидати за јавне изборе претходно бирани далеко од очију јавности: 
Данас сазнадосмо да се Кокус клуб у Бостону састаје у одређено време у поткровљу Тома Доуса, ађутанта Бостонског пука. Он има велику кућу, а у свом поткровљу има покретну преграду, коју скида како би се цео Клуб састајао у једној соби. Тамо пуше дуван па се од дима не види с једног краја поткровља на други. Тамо претпостављам да пију коктеле и бирају модератора, који редовно ставља предлоге на гласање, а извршитељи, процењивачи, сакупљачи, чувари, осматрачи и представници су редовно овде бирани пре него што буду изабрани у Граду.
Следећег месеца, писац који се потписује са „Е. Џ.“ и који тврди да је „бивши члан“ „Коркаса“, објаснио је детаљније како је унутрашњи круг „Мањег Коркаса“ манипулисао радом „Великог Коркаса“:
У овом тренутку, старешине ове часне дружине састају се неколико недеља пре Градске скупштине, и консултују се међу собом, именују градске службенике и решавају све друге послове који би требали да се обаве на Градској скупштини. Након што ова неколицина среди ствари, они их саопштавају својој врлој браћи. Када ови буду правилно инструисани, састају се са главешинама које називају Мањи Коркас. Овде свако препоручује своје пријатеље, супротставља се другима, жонглира и манипулише све до честих жустрих несугласица. Ипак, усвајањем предлога и компромисним решењима, решавају све пре него што се Велики Коркас састане. Чини се ипак, да се спорадичне живахне расправе приређују само да би се забавио обичан народ...
Вилијам Гордон је 1788. коментарисао:
Реч кокус, и њена изведеница, често се користе у Бостону […] Чини се да значи да се одређени број особа, било мање или више њих, састао да се консултује око усвајања или представљања неке политике шеме, или како би се изнела нека идеја. Реч није новог изума. Пре више од педесет година, отац господина Семјуела Адамса, и још двадесетак других, један или двојица са северног краја града, где се одвијају сви бродски послови, састајали су се, правили кокус и износили свој план за постављање одређене особе у позиције од поверења и моћи.
Повремено се користи аналогни латински тип множине „кауци“ (cauci).

## У Сједињеним Америчким Државама
У политици и влади Сједињених Држава, кокус има неколико различитих, али повезаних значења. Чланови политичке странке или њене подгрупе могу се састати да координирају активности чланова, одлучују о партијској политици или номинују кандидате за различите функције.

### Кокуси за избор кандидата
У Уставу Сједињених Држава не постоји одредба о улози политичких партија. На прва два председничка избора, Колегијум изборника се бавио номинацијама и изборима 1789. и 1792. на којима је изабран Џорџ Вашингтон. Након тога, посланички кокус Конгресне странке или парламентарне скупштине сваке америчке савезне државе бирао је председничке кандидате из редова своје странке. На националном нивоу, ови клубови су замењени партијском конвенцијом почевши од 1832. након иницијативе Антимасонске партије 1831. године.
Термин кокус се често користи да се расправља о процедурама које неке америчке савезне државе користе за одабир председничких кандидата. На пример, кокуси у Ајови, били су први у модерном циклусу примарних (унутар партије) председничких избора. Потом су следили кокуси у Тексасу. Од 1980. кокуси су постали важна компонента процеса номиновања кандидата.

### Конгресни кокус
У Сједињеним америчким државама, кокус може да представља подгрупу званичника са заједничким афинитетима или етничким припадностима који се састају да заговарају, агитују, лобирају или да заједнички гласају о одређеној политици. На највишем нивоу, у Конгресу и многим државним законодавним телима, демократски и републикански чланови се организују у кокус (повремено назван „конференција“). У законодавном телу могу постојати мањи кокуси, укључујући и оне који су вишестраначки или чак дводомни. Од многих Конгресних кокуса, један од најпознатијих је Конгресни црначки кокус, састављен од групе афроамеричких чланова Конгреса. Још један истакнути пример је Конгресни кокус Хиспаноамериканаца, чији чланови изражавају и промовишу проблеме који утичу на Хиспаноамериканце у Сједињеним Државама, укључујући и Порториканце. 
Постоји и Конгресни интернет кокус, који је двостраначка група (заједно демократе и републиканци) која жели да промовишу раст и напредак Интернета. Други конгресни кокуси, као што је Кокус за повлачење из Ирака, су јавни и организовани покрети или политичке фракције (унутар демократског кокуса Представничког дома, у овом случају) који теже постизању одређених конкретних политичких циљева.

## У нацијама Комонвелта

### Аустралија, Канада, Нови Зеланд и Јужна Африка
Термин кокус се такође користи у одређеним земљама Комонвелта, укључујући Аустралију, Канаду, Нови Зеланд и Јужну Африку. Међутим, када се користи у овим земљама, „кокус“ је обично збирни израз за све чланове странке који седе у парламенту, познатије као парламентарна група. Кокус није реч која описује редовне састанке ових чланова парламента. На пример, Аустралијска савезна парламентарна лабуристичка партија (енгл. Australian Federal Parliamentary Labor Party) се обично назива „Лабуристички кокус“.
У Аустралију је појам кокус увео 1901. године Кинг О'Мејли, рођени Американац и лабуристички члан првог сазива Аустралијског парламента.
Реч кокус се на Новом Зеланду користила барем од 1890-их, када су почеле да се појављују организоване политичке партије. Највећа од њих, Либерална партија, користила је реч кокус за своје чланове парламента. На Новом Зеланду термин кокус сада користе све политичке партије, али у Аустралији га и даље користе само Лабуристи. За аустралијске либералне, националне и зелене партије, уобичајени еквивалентни израз је „партијска соба“.
У Јужној Африци све странке користе израз "кокус".
У Канади се „кокус“ односи на све чланове одређене странке у парламенту, укључујући сенаторе или покрајинско законодавно тело.  Ови чланови између себе бирају председавајућег кокуса који председава њиховим састанцима. Ова особа је важна фигура када је странка у опозицији. Ова особа је, исто тако, важна веза између кабинета и посланика из владајуће странке који нису чланови владе. 
У наведеним контекстима, кокус може бити прилично моћан, јер може изабрати или разрешити парламентарног лидера странке. Систем кокуса представља одступање од Вестминстерске традиције који више вреднује гласове чланова горњег дома парламента приликом избора лидера странке, који би потом могао постати шеф владе. 
Кокус може да се користи приликом утврђивања парламентарне тактике и дисциплинских мера против непослушних посланика. У неким странкама, кокус такође има моћ да бира министре када је странка у влади (то је пракса код Аустралијских лабуриста и Новозеландских лабуриста).

### Велика Британија

#### Употреба кроз историју
Реч „кокус“ имала је широку употребу у Уједињеном Краљевству крајем 19. века, представљајући високо структуиран систем управљања и контроле унутар једне политичке партије, нешто попут израза „партијска машина“ који се користи у Сједињеним Државама. Кокус је првобитно био пежоративни израз, који су користили клеветници система са конотацијама на корумпирана америчка искуства.
У Енглеској, систем кокуса је настао на локалном нивоу у Бирмингему у припремама за опште изборе 1868. године, када су, према Закону о реформи из 1867. године, граду додељена три посланичка места, али је сваки изборник имао само два гласа. Да би равномерно расподелио гласове, секретар Либералне асоцијације Бирмингема, Вилијам Харис (касније назван „отац кокуса“) осмислио је организациону структуру од четири нивоа: 
1. Одељењски одбор
2. Општи одбор
3. Извршни одбор
4. Управни одбор

Преко одбора би либерални бирачи били упућивани коме да дају своје гласове.  
Године 1877. новоформирана Национална либерална федерација добила је сличну структуру, на иницијативу Џозефа Чемберлена, коју је поново детаљно разрадио Харис.
Убрзо након тога, на овај систем је примењен термин „кокус“ од стране листа Тајмс, који се односио на „кокус са свим његовим манама“, и од стране конзервативног премијера Бенџамина Дизраелија.     Године 1880. Краљица Викторија је, након састанка са Дизраелијем, критиковала „тај амерички систем који се зове кокус“. Либерални кокус су такође критиковали британски социјалисти и синдикалци.
Мојсије Острогорски је посветио девет поглавља своје књиге Демократије и организације политичких партија (1902) расправи о развоју и деловању кокуса.

#### Савремена употреба
Реч „кокус“ се само повремено среће у савременој политици на Британским острвима. За разлику од других англосферских нација, никада се не користи за чланове партије у парламенту (за њих се у Уједињеном Краљевству и у Републици Ирској користи израз „посланичка група“).
У ретким случајевима када се користи, термин кокус се односи на подгрупу, фракцију или интересну групу унутар једне политичке партије. На пример, 2019. године Конзервативци једне нације и Конзервативци плавих оковратника основани су као фракције унутар Конзервативне странке. Обе фракције су описане као „кокуси“.  

## У организацијама
На партијским конвенцијама, где се може окупити чланство из различитих делова организације, свака посебна група унутар организације може се састати пре конвенције као кокус. Сваки кокус може одлучити како ће група гласати о различитим питањима која се могу појавити на конвенцији. Међутим, осим ако гласови нису обавезујући, сваки делегат је и даље слободан да гласа како жели.

## У алтернативном решавању спорова
Термин кокус се такође користи у медијацији, фацилитацији и другим облицима алтернативног решавања спорова. Уместо да се састану за заједничким столом, стране у спору се повлаче у приватније окружење да обрађују информације, договоре о стратегији преговора, приватно разговарају са саветником или посредником, или једноставно добију „простор за дисање“ након често емоционално тешких интеракција које се могу десити у заједничком простору где су присутне све сукобљене стране. Степен у којем се кокуси користе може бити кључни елемент који дефинише модел посредовања који се користи. На пример, „фацилитативно посредовање“ има тенденцију да обесхрабрује употребу кокуса и покушава да задржи странке да разговарају за једним столом. „Процењивачко посредовање“, са друге стране, може омогућити странкама у спору да се чешће раздвајају и да се више ослањају на посредника да преноси информације и понуде између странака у спору.